# Kotelanka (obwód chmielnicki)
Kotelanka (ukr. Котелянка) – wieś na Ukrainie, w obwodzie chmielnickim, w rejonie szepetowskim, w hromadzie Połonne. W 2001 liczyła 819 mieszkańców, spośród których 813 wskazało jako ojczysty język ukraiński, 4 rosyjski, 1 białoruski, a 1 inny.